# Angelica Bengtsson
Angelica Therese Bengtsson (* 8. Juli 1993 in Väckelsång) ist eine ehemalige schwedische Stabhochspringerin.

## Karriere
Schon in ihrer frühen Kindheit betrieb Bengtsson Kunstturnen und Leichtathletik. Zunächst plante sie, sich wie ihr Vater auf den Speerwurf zu spezialisieren. Sie wandte sich dann jedoch dem Stabhochsprung zu, da sie durch ihre turnerische Ausbildung bereits gute Voraussetzungen für die Ausübung dieser Disziplin geschaffen hatte.
Drei Tage nach ihrem 16. Geburtstag gewann Bengtsson in überlegener Manier die Goldmedaille bei den Jugendweltmeisterschaften 2009 in Brixen. Mit übersprungenen 4,32 m übertraf sie ihre zweitplatzierte Landsfrau Michaela Meijer um 22 Zentimeter.
Anfang 2010 bewies sie bereits ihre Konkurrenzfähigkeit im Erwachsenenbereich, als sie bei den Schwedischen Hallenmeisterschaften siegte. Im Mai erzielte sie zudem mit 4,47 m einen Jugendweltrekord. Dennoch verzichtete sie auf einen Start bei den Europameisterschaften in Barcelona, um sich stattdessen auf die Juniorenweltmeisterschaften in Moncton vorzubereiten. Dort siegte sie mit einer Höhe von 4,25 m.
Im folgenden Monat gewann sie die Goldmedaille bei den Olympischen Jugendspielen in Singapur. Der Weltleichtathletikverband IAAF ehrte sie als Nachwuchsathletin des Jahres 2010.
Am 20. Februar 2011 gewann Bengtsson die Schwedischen Juniorenmeisterschaften in der Halle. Mit einer übersprungenen Höhe von 4,52 m verbesserte sie den fast sechs Jahre alten Juniorenweltrekord der Deutschen Silke Spiegelburg um vier Zentimeter. Gleichzeitig übertraf sie sowohl den schwedischen Hallenrekord als auch den schwedischen Freiluftrekord. Nur zwei Tage später erzielte sie bei der XL Galan in Stockholm drei weitere Juniorenweltrekorde, als sie ihre persönliche Hallenbestleistung zunächst auf 4,53 m, dann auf 4,58 m und schließlich auf 4,63 m steigerte. Bei ihrem Sieg bei den Junioreneuropameisterschaften in Tallinn sprang sie mit 4,57 m einen neuen Meisterschaftsrekord.
2012 belegte Bengtsson bei den Europameisterschaften in Helsinki den zehnten Platz und gewann die Goldmedaille bei den Juniorenweltmeisterschaften in Barcelona. Bei den Olympischen Spielen in London schied sie bereits in der Qualifikation aus. Auch bei den Weltmeisterschaften 2013 in Moskau konnte sie sich nicht für das Finale qualifizieren.
Bei den Europameisterschaften 2014 in Zürich wurde Bengtsson mit übersprungenen 4,45 m Fünfte. Im Januar 2015 steigerte sie ihre Hallenbestleistung in Mouilleron-le-Captif auf 4,68 m. Bei den Halleneuropameisterschaften in Prag gewann sie mit einer weiteren Bestleistung von 4,70 m die Bronzemedaille und erzielte somit ihre erste Podestplatzierung bei einer internationalen Meisterschaft im Erwachsenenbereich. Auch bei den Weltmeisterschaften in Peking schaffte sie 4,70 m. Dort reichte diese Höhe jedoch nur zum geteilten vierten Platz.
Bei den Europameisterschaften 2016 in Amsterdam errang sie mit 4,65 m die Bronzemedaille. Hingegen scheiterte sie bei den Olympischen Spielen in Rio de Janeiro mit 4,55 m bereits in der Qualifikation.
2017 erzielte sie im Finale bei den Halleneuropameisterschaften in Belgrad die Bronzemedaille mit übersprungenen 4,55 m. Bei den Weltmeisterschaften in London erreichte sie mit 4,55 m im Finale den zehnten Platz.
Bei den Olympischen Spielen in Tokio erreichte sie am 5. August 2021 im Finale des Stabhochsprungs der Frauen mit 4,50 m nur den enttäuschenden 13. Platz.
Am 1. November 2021 gab sie ihren Rücktritt vom aktiven Sport bekannt.

## Persönliche Bestleistungen
- Stabhochsprung: 4,80 m, 29. September 2019 in Doha (schwedischer Rekord)
  - Halle: 4,81 m, 24. Februar 2019 in Clermont-Ferrand (schwedischer Rekord)